# 덱스터 홀랜드
브라이언 키스 "덱스터" 홀랜드(Bryan Keith "Dexter" Holland, 1965년 12월 29일 ~ )는 미국의 펑크 록 밴드 오프스프링의 보컬이다. 음반사 니트로 레코드의 소유주이기도 하다.

## 오프스프링
1984년, 그는 친구 그렉 크리셀과 함께 오프스프링의 시초가 된 밴드 매닉 서브사이덜(Manic Subsidal)을 결성하였다. 밴드명을 "오프스프링"으로 바꾸고 나서, 이들은 1988년에 네메시스 레코드와 계약을 맺고 1989년에 데뷔 음반 《The Offspring》을 발매하였다. 1991년에는 여러 펑크 록 밴드들이 소속되어 있는 에피타프 레코드와 계약을 맺어 다음 해에 두 번째 정규 음반 《Ignition》을 발매하였다. 1994년에는 큰 성공을 거둔 세 번째 정규 음반 《Smash》를 발표하였고, 이후엔 컬럼비아 레코드와 계약을 맺어 2012년까지 아홉 장의 정규 음반을 발표하였다.

## 사생활
그는 캘리포니아 주에 위치한 퍼시피카 고등학교(Pacifica High School)를 졸업하였다. 서던 캘리포니아 대학교에서 생물학을 전공하였으며, 1990년에 분자생물학 석사 학위를 획득하였으나, 오프스프링 활동에 전념하기 위해 박사 학위는 포기하였다가 2017년에 박사 과정을 마치게 되었다.
그는 1992년에 미용사인 크리스틴 루나를 만나 1995년에 결혼하였다.
그리고 2012년에 이혼했다.